# Sint-Hendrikskerk (Merelbeke)

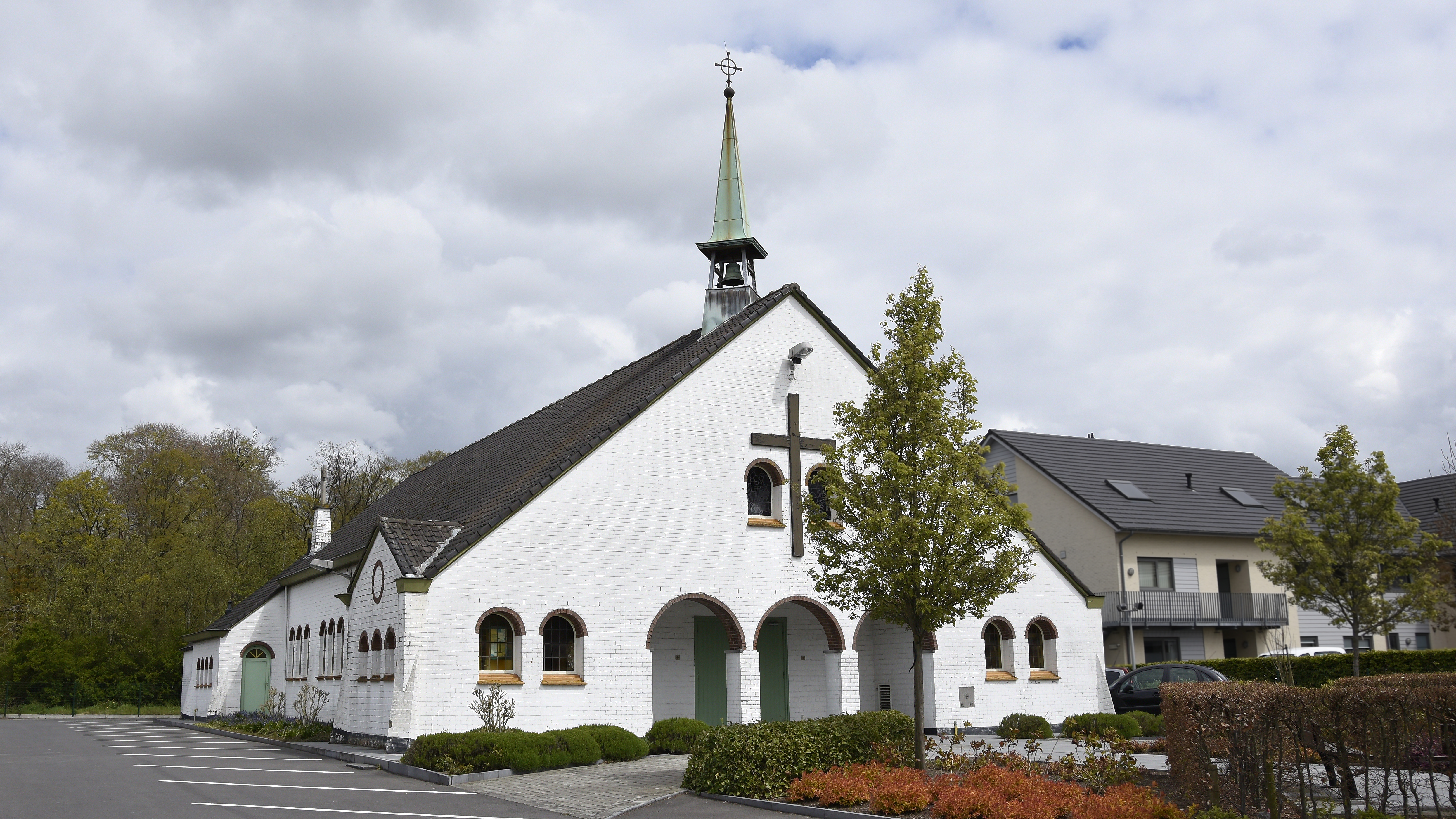
Sint-Hendrikskerk

De Sint-Hendrikskerk is een bijkerk in de tot de Oost-Vlaamse gemeente Merelbeke behorende wijk Kwenenbos, gelegen aan de Sint-Elooistraat 116.

## Geschiedenis
De grond voor deze kerk werd geschonken door de weduwe de Cock van het Kasteel Krombrugge. De wijding aan Sint-Hendrik is een herinnering aan diens man, Henry de Cock. De kerk werd gebouwd in 1957 naar ontwerp van Frans Van Severen.

## Gebouw
Het betreft een eenvoudige zaalkerk onder zadeldak, waarop zich een dakruiter bevindt.
De kerk bezit een gepolychromeerd houten borstbeeld uit 1608 van Sint-Eligius, afkomstig van de Sint-Eligiuskapel.